# Championnat d'Irlande du Nord de football 1963-1964
Navigation
Édition précédente Édition suivante
Le 62e Championnat d'Irlande du Nord de football se déroule en 1963-1964. Glentoran FC remporte son onzième titre de champion d’Irlande du Nord, son premier depuis 1953.  Coleraine FC est deuxième, Derry City FC complète le podium.
Glentoran rate le peu le doublé coupe/championnat en se faisant battre en finale de la Coupe d’Irlande du Nord de football 2 buts à 0 par Derry.
Avec 21 buts marqués,  Trevor Thompson de Glentoran FC remporte pour la deuxième fois le titre de meilleur buteur de la compétition.

## Les 12 clubs participants
- Ards FC
- Bangor FC
- Ballymena United
- Cliftonville FC
- Coleraine FC
- Crusaders FC
- Derry City FC
- Distillery FC
- Glenavon FC
- Glentoran FC
- Linfield FC
- Portadown FC

## Compétition

### Classement
Le classement est établi sur le barème de points classique (victoire à 2 points, match nul à 1, défaite à 0).
| Rang | Équipe           | Pts | J  | G  | N | P  | Bp | Bc | Diff |
| ---- | ---------------- | --- | -- | -- | - | -- | -- | -- | ---- |
| 1    | Glentoran FC     | 33  | 22 | 14 | 5 | 3  | 59 | 29 | +30  |
| 2    | Coleraine FC     | 32  | 22 | 14 | 4 | 4  | 40 | 25 | +15  |
| 3    | Derry City FC    | 29  | 22 | 13 | 3 | 6  | 59 | 33 | +26  |
| 4    | Linfield FC      | 28  | 22 | 12 | 4 | 6  | 53 | 38 | +15  |
| 5    | Portadown FC     | 27  | 22 | 12 | 3 | 7  | 49 | 36 | +13  |
| 6    | Ballymena United | 24  | 22 | 11 | 2 | 9  | 55 | 52 | +3   |
| 7    | Distillery FC    | 23  | 22 | 9  | 5 | 8  | 63 | 46 | +17  |
| 8    | Glenavon FC      | 21  | 22 | 10 | 1 | 11 | 51 | 50 | +1   |
| 9    | Crusaders FC     | 18  | 22 | 8  | 2 | 12 | 40 | 41 | -1   |
| 10   | Ards FC          | 17  | 22 | 7  | 3 | 12 | 45 | 58 | -13  |
| 11   | Bangor FC        | 6   | 22 | 2  | 2 | 18 | 26 | 76 | -50  |
| 12   | Cliftonville FC  | 6   | 22 | 2  | 2 | 18 | 24 | 80 | -56  |

|  | Champion d'Irlande du Nord |
|  | Relégation                 |

## Bilan de la saison
| Tableau d'Honneur                         |               |
| Compétition                               | Vainqueur     |
| Championnat d'Irlande du Nord de football | Glentoran FC  |
| Coupe d'Irlande du Nord de football       | Derry City FC |

| Promotions et relégations |       |
| Relégués                  | Aucun |
| Promus                    | Aucun |

## Statistiques

### Meilleur buteur
- Trevor Thompson, Glentoran FC 21 buts